# Ymnighetsindex
Ymnighetsindex till ett positivt heltal n definieras inom talteorin som
{\displaystyle \operatorname {I} (n)={\frac {\sigma (n)}{n}}}
där σ(n) är sigmafunktionen.
Följande gäller för ett tals ymnighetsindex:
- Om I(n) < 2 är n defekt.
- Om I(n) = 2 är n perfekt.
- Om I(n) > 2 är n ymnigt.